# Neokeronopsidae
Famille
Les Neokeronopsidae sont une famille de Ciliés de la classe des Hypotrichea et de l’ordre des Oxytrichida.

## Étymologie
Le nom de la famille vient du genre type Neokeronopsis, de neo, « nouveau », et Keronopsis, par allusion au genre Keronopsis ; nom lui-même composé de keron, par allusion au genre Kerona, et opsis, du suffixe grec ops, « qui a l'aspect de », le nom complet signifiant littéralement « Nouveau genre (ou nouvelle description) d'un protiste qui ressemble à un Kerona ». 
Quant au nom de genre Kerona, Müller l’explique lorsqu'il décrit l’espèce Kerona rastellum « ob organa externa, nec cilia, nec pilos, sed aculeos seu cornicula simulentia. » c'est-à-dire : « à cause des organes externes, ni cils ni poils, mais simulant des épines, ou des cornicules », comme celles de certains insectes ; le grec ancien κεράτια signifiant « caroubier » (du grec κέρας / kéras, « corne »). Les cornicules simulent en effet de « petites cornes ».

## Description

### La famille
Les Neokeronopsidae sont des hypotriches, oxytrichidés, rigides ou flexibles, à motif cirral médio-ventral (c'est-à-dire dont les cirres sont localisés sur la partie centrale de la face ventrale), encore appelés « urostylidés », comprenant une couronne plus ou moins distincte de cirres frontaux et pseudobuccaux provenant tous deux des rangées médio-ventrales. Leur ciliature dorsale est composée de cinéties dorsomarginales (c'est-à-dire sur les bords de la face dorsale) et de trois rangées de cils ordinaires produisant d'autres cinéties par fragmentation multiple.

### L'espèce type
Neokeronopsis spectabilis Kahl, 1932 est une espèce de grands ciliés urostylidés d'eau douce.
Sa morphologie est caractérisée par : 
1. un cortex flexible ;
2. une grande taille (368–500 μm de long) ;
3. un grand champ buccal ;
4. une longue zone adorale de membranelles qui se courbe à travers la marge cellulaire apicale vers le côté droit du corps ;
5. deux rangées de cirres frontaux formant chacune une bicouronne ;
6. une longue rangée médio-ventrale de cirres disposés par paires ;
7. une rangée cirrale marginale de chaque côté de la cellule ;
8. une longue rangée de cirres transversaux bien développés ;
9. six à neuf cirres caudaux disposés en trois rangées, deux ou trois cirres par rangée ;
10. neuf à douze cinéties dorsales ;
11. deux nodules macronucléaires ovoïdes[3].

## Galerie

Divers Kerona (d'après Otto F. Müller, 1786)
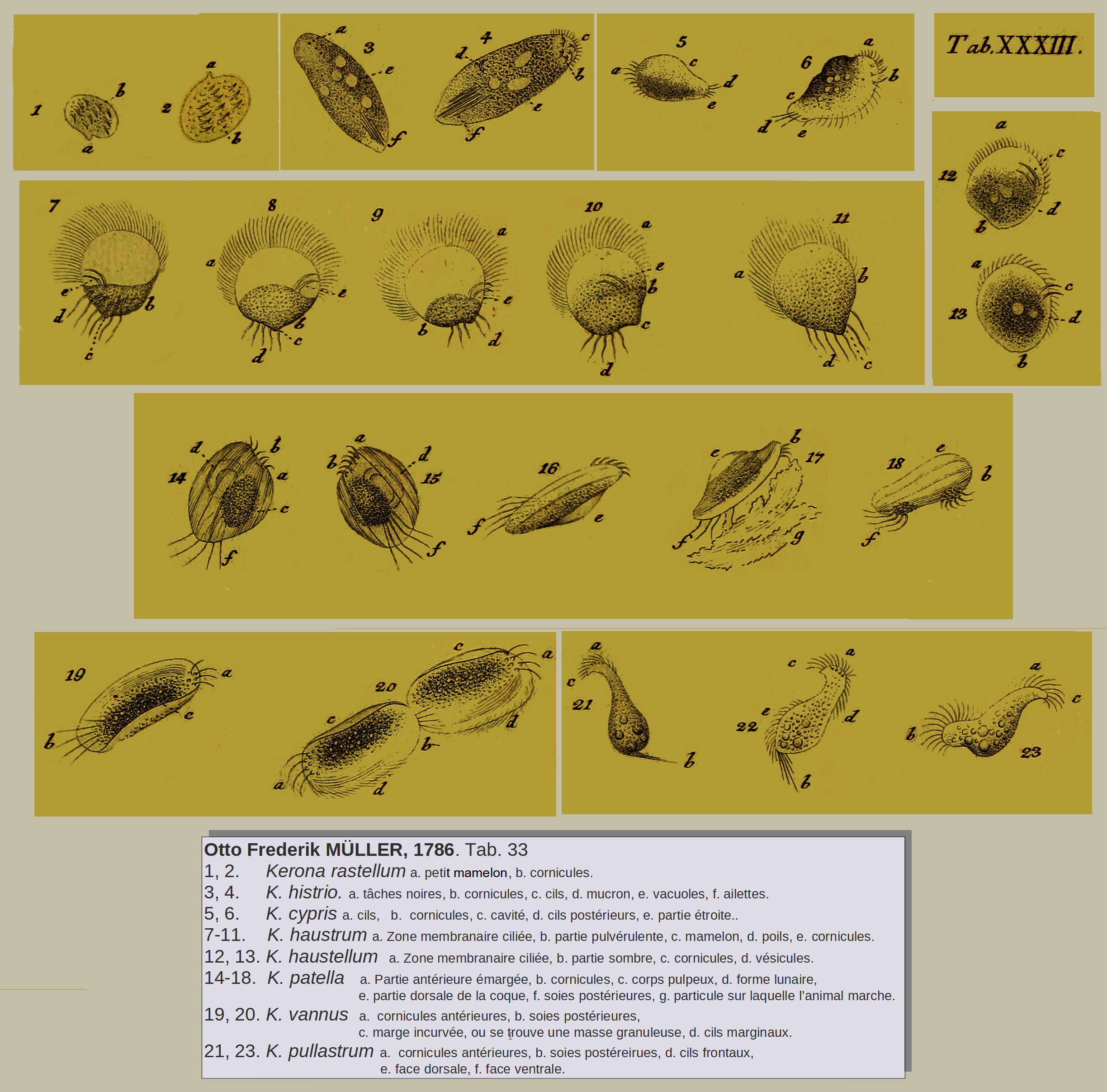
Planche 32.
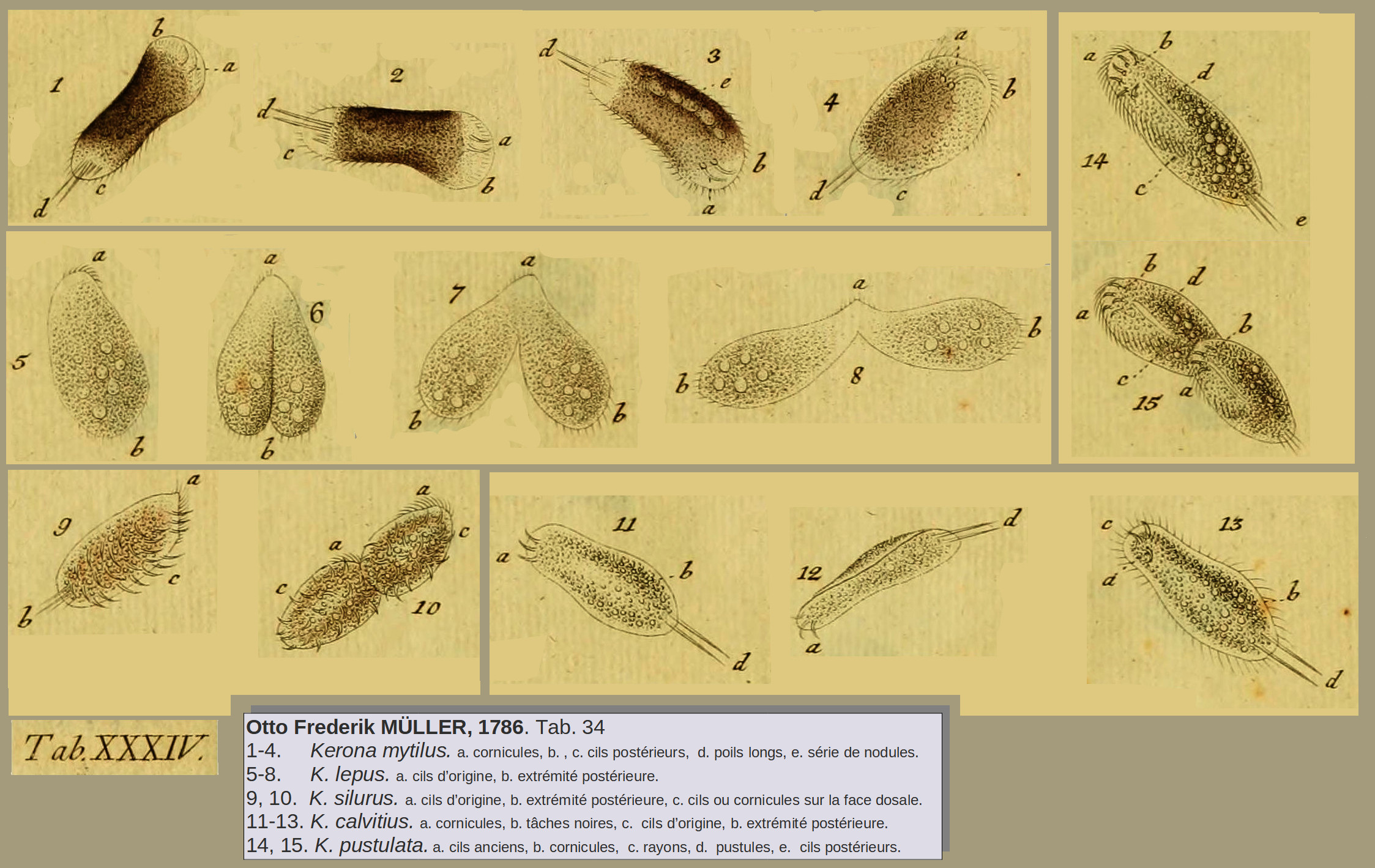
Planche 33.

## Habitat
Neokeronopsis aurea (dont le nom de genre est aussi Afrokeronopsis), a été découvert dans le sol, dans la plaine inondable d'une rivière du Parc national Kruger en Afrique du Sud.

## Liste des genres
Selon GBIF (16 février 2023) :
- Neokeronopsis Warren, Fyda & Song, 2002
  - Espèce type : Neokeronopsis spectabilis (Kahl, 1932) Warren, Fyda & Song, 2002
    - Synonymes :
      - Holosticha spectabilis Kahl, 1932
      - Keronopsis spectabilis Kahl, 1932
      - Pseudokeronopsis spectabilis (Kahl, 1932) Borror & Wicklow, 1983
- Pattersoniella Foissner, 1987

## Systématique
Le nom valide de ce taxon est Neokeronopsidae Foissner & Stoeck, 2008.
Selon Xinlu Shi (d) Pattersoniella serait le genre type de la famille des Pattersoniellidae que Foissner et ses collaborateurs auraient créée en 1987 ; mais cette famille n'étant décrite dans aucune étude, le genre Pattersoniella a été intégré à la famille des Neokeronopsidae.

## Publication originale
- Wilhelm Foissner et Thorsten Stoeck, 2008[2].